# Wotisch
Wotisch (Vađđaa ceeli, maa ceeli) is een bijna uitgestorven Oostzeefinse taal die gesproken wordt door de Woten in Ingermanland, in de Oblast Leningrad in Rusland.
De taal is nauw verwant aan het Estisch. Oorspronkelijk waren er verschillende dialecten: West-Wotisch, Oost-Wotisch, Kukkusi-Wotisch en Kreevin-Wotisch, dat in een deel van Letland gesproken werd.
In de 19e eeuw begonnen de Wotische sprekers om te schakelen naar Russisch en aan het begin van de Eerste Wereldoorlog waren er nog maar zo'n 1000 sprekers over. Onder Stalin werd 90% van de Wotische bevolking verspreid over de Sovjet-Unie als straf voor vermeende disloyaliteit tijdens de Tweede Wereldoorlog. In 1989 waren er nog 62 sprekers over, en in 2005 was hun aantal geslonken tot circa 20. Wotisch wordt nu alleen nog maar gesproken in de dorpjes Krakolije en Luzhitsij nabij Kingisepp.
Wotisch heeft geen officiële schrifttaal en dus ook geen spellingsregels. De taal wordt soms geschreven met het Cyrillisch alfabet en soms met het Latijns alfabet. De Wotische grammatica heeft 16 naamvallen en zes tijden, waaronder als enige Oostzeefinse taal het futurum. De taal bevat veel leenwoorden van het Russisch, Fins en Ingrisch.